# Festival Internacional de Cine de Venecia de 1986
La 43.ª edición del Festival Internacional de Cine de Venecia tuvo lugar entre el 30 de agosto y el 10 de septiembre de 1986. Fue la última edición dirigida por Gian Luigi Rondi.

## Jurados
Las siguientes personas fueron seleccionadas para formar parte del jurado de esta edición:
- Alain Robbe-Grillet (Presidente)
- Chantal Akerman
- Jörn Donner
- Pal Gabor
- Roman Gubern
- Pontus Hulten
- Alberto Lattuada
- Nanni Moretti
- Nelson Pereira Dos Santos
- Eldar Shengelaya
- Fernando Solanas
- Peter Ustinov
- Bernhard Wicki
- Catherine Wyler

## Selección oficial

### En Competición
Las películas siguientes compitieron para el León de Oro:
| Título en español          | Título original            | Director(es)       | País        |
| -------------------------- | -------------------------- | ------------------ | ----------- |
| Amorosa                    | Amorosa                    | Mai Zetterling     | Suecia      |
| El apicultor               | O melissokomos             | Theo Angelopoulos  | Grecia      |
| Regalo di Natale           | Regalo di Natale           | Pupi Avati         | Italia      |
| Fatherland                 | Fatherland                 | Ken Loach          | Reino Unido |
| Final Take                 | Kinema no tenchi           | Yōji Yamada        | Japón       |
| El rayo verde              | Le rayon vert              | Eric Rohmer        | Francia     |
| Kranj menja, moj talisman  | Kranj menja, moj talisman  | Roman Balajan      | URSS        |
| Die Reise                  | Die Reise                  | Markus Imhoof      | Suiza       |
| La película del rey        | La película del rey        | Carlos Sorin       | Argentina   |
| Linna                      | Linna                      | Jaakko Pakkasvirta | Finlandia   |
| O meu caso                 | O meu caso                 | Manoel De Oliveira | Portugal    |
| La puritaine               | La puritaine               | Jacques Doillon    | Francia     |
| Romance                    | Romance                    | Massimo Mazzucco   | Italia      |
| Una habitación con vistas  | A Room with a View         | James Ivory        | Reino Unido |
| Alrededor de la medianoche | Autour de minuit           | Bertrand Tavernier | Francia     |
| Das Schweigen des Dichters | Das Schweigen des Dichters | Peter Lilienthal   | RFA         |
| Storia d'amore             | Storia d'amore             | Francesco Maselli  | Italia      |
| Time                       | Idö van                    | Peter Gothar       | Hungría     |
| Werther                    | Werther                    | Pilar Miró         | España      |
| La paloma salvaje          | Chuzhaya Belaya i Ryaboi   | Sergei Solovyov    | URSS        |
| Lobo salvaje               | Oviri                      | Henning Carlsen    | Dinamarca   |
| X                          | X                          | Oddvar Einarson    | Noruega     |

### Fuera de concurso
Las películas siguientes fueron seleccionadas para ser exhibidas como fuera de concurso:
| Título en español  | Título original | Director(es)       | País           |
| ------------------ | --------------- | ------------------ | -------------- |
| Se acabó el pastel | Heartburn       | Mike Nichols       | Estados Unidos |
| La historia        | La storia       | Luigi Comencini    | Italia         |
| Melo               | Melo            | Alain Resnais      | Francia        |
| Mi caso            | Mon cas         | Manoel de Oliveira | Francia        |

### Eventos especiales
Las películas siguientes fueron seleccionadas para ser exhibidas como eventos especiales:
| Título en español | Título original | Director(es)            | País    |
| ----------------- | --------------- | ----------------------- | ------- |
| '38               | '38             | Wolfgang Glück          | Austria |
| Demoner           | Demoner         | Carsten Brandt          | Suecia  |
| The Blood         | Kan             | Serif Gören, Zeki Ökten | Turquía |
| El Paltoquet      | El Paltoquet    | Michel Deville          | Francia |

### Venezia Spazio Libero degli Autori
| Título en español                  | Título original                    | Director(es)                        | País         |
| ---------------------------------- | ---------------------------------- | ----------------------------------- | ------------ |
| Acta general de Chile              | Acta general de Chile              | Miguel Littin                       | Chile        |
| Anemia                             | Anemia                             | Alberto Abruzzese y Achille Pisanti | Italia       |
| Der Fall Franza                    | Der Fall Franza                    | Xaver Schwarzenberger               | RFA          |
| The Pointsman                      | De wisselwachter                   | Jos Stelling                        | Países Bajos |
| Ein Blick und die Liebe bricht aus | Ein Blick und die Liebe bricht aus | Jutta Brückner                      | RFA          |
| Embriók                            | Embriók                            | Pál Zolnay                          | Hungría      |
| Il sapore del grano                | Il sapore del grano                | Gianni Da Campo                     | Italia       |
| Innocenza                          | Innocenza                          | Villi Hermann                       | Italia       |
| Miss Mary                          | Miss Mary                          | María Luisa Bemberg                 | Argentina    |
| Oi kekarmenoi                      | Oi kekarmenoi                      | Dimitris Makris                     | Grecia       |

### Venezia Documenti
| Título original                 | Director(es)                        |
| ------------------------------- | ----------------------------------- |
| Anni luce                       | Gian Vittorio Baldi                 |
| Regia di William Wyler          | Aviva Slesin                        |
| Hotel delle ombre               | Stefano Masi y Stephen Natanson     |
| Il mestiere dello sceneggiatore | Massimo Pirri                       |
| Arriva Frank Capra              | Gianfranco Mingozzi                 |
| Tonino Guerra: caffè sospeso    | Herbert Fell e Joseph Schellensattl |
| Wenders in Video                | Andrea Marfori                      |

### Venezia Giovani
| Título en español             | Título original             | Director(es)              | País        |
| ----------------------------- | --------------------------- | ------------------------- | ----------- |
| ¿Qué pasó anoche?             | About Last Night...         | Edward Zwick              | EE. UU.     |
| Aliens                        | Aliens                      | James Cameron             | EE. UU.     |
| Golpe en la Pequeña China     | Big Trouble in Little China | John Carpenter            | EE. UU.     |
| Peligrosamente juntos         | Legal Eagles                | Ivan Reitman              | EE. UU.     |
| Nanou                         | Nanou                       | Conny Templeman           | EE. UU.     |
| Ping Pong                     | Ping Pong                   | Po-Chih Leong             | Reino Unido |
| ¡Por favor, maten a mi mujer! | Ruthless People             | Zucker-Abrahams-Zucker    | EE. UU.     |
| Cortocircuito                 | Short Circuit               | John Badham               | EE. UU.     |
| The American Way              | The American Way            | Maurice Phillips          | EE. UU.     |
| Jubiabá                       | Jubiabá                     | Nelson Pereira dos Santos | Brasil      |

### Venezia TV
| Título en español      | Título original        | Director(es)         | País        |
| ---------------------- | ---------------------- | -------------------- | ----------- |
| El símbolo del asesino | Badge of the Assassin  | Mel Damski           | EE. UU.     |
| Christmas Present      | Tony Bicât             | EE. UU.              |             |
| Los elegidos           | De två saliga          | Ingmar Bergman       | Suecia      |
| Erdsegen               | Erdsegen               | Karin Brandauer      | Alemania    |
| Il cugino americano    | Il cugino americano    | Giacomo Battiato     | Italia      |
| Laghi profondi         | Laghi profondi         | Bruno Soldini        | Italia      |
| L'inconnue de Vienne   | L'inconnue de Vienne   | Bernard Stora        | Italia      |
| L'ultima mazurka       | L'ultima mazurka       | Gianfranco Bettetini | Italia      |
| The Death of the Heart | The Death of the Heart | Peter Hammond        | Reino Unido |
| The Insurance Man      | The Insurance Man      | Richard Eyre         | Reino Unido |
| Tramp an the Door      | Tramp an the Door      | Allan Kroeker        | EE.UU       |

### Venezia De Sica
| Título original          | Director(es)                     |
| ------------------------ | -------------------------------- |
| 45º parallelo            | Attilio Concari                  |
| Castighi                 | Giorgio Lòsego e Lidia Montanari |
| La casa del buon ritorno | Beppe Cino                       |
| La seconda notte         | Nino Bizzarri                    |
| Una domenica sì          | Cesare Bastelli                  |

## Secciones independientes

### Semana de la crítica Internacional
Las películas siguientes fueron seleccionadas para la 4ª Semana Internacional de la Crítica del Festival de Cine de Venecia:
| Título en España                  | Título original                   | Director(es)       | País           |
| --------------------------------- | --------------------------------- | ------------------ | -------------- |
| Desorden                          | Désordre                          | Olivier Assayas    | Francia        |
| Sembra morto... ma è solo svenuto | Sembra morto... ma è solo svenuto | Felice Farina      | Italia         |
| Walls of Glass                    | Walls of Glass                    | Scott Goldstein    | Estados Unidos |
| To Sleep so as to Dream           | Yume miru yō ni nemuritai         | Kaizo Hayashi      | Japón          |
| Massey Sahib                      | Massey Sahib                      | Pradip Krishen     | India          |
| Malcolm                           | Malcolm                           | Nadia Tass         | Australia      |
| Abel                              | Abel                              | Alex van Warmerdam | Países Bajos   |

## Retrospectivas
Glauber Rocha
| Título en España                                | Título original                              | Año  |
| ----------------------------------------------- | -------------------------------------------- | ---- |
| Pátio (corto)                                   | Pátio (corto)                                | 1959 |
| Cruz na Praça (corto)                           | Cruz na Praça (corto)                        | 1959 |
| Barravento                                      | Barravento                                   | 1961 |
| Dios y el diablo en la tierra del Sol           | Deus e o Diabo na Terra do Sol               | 1964 |
| Amazonas, Amazonas (corto)                      | Amazonas, Amazonas (corto)                   | 1965 |
| Maranhão 66 (corto)                             | Maranhão 66 (corto)                          | 1966 |
| Tierra en trance                                | Terra em transe                              | 1964 |
| 1968 (corto)                                    | 1968 (corto)                                 | 1968 |
| El dragón de la maldad contra el santo guerrero | O Dragão da Maldade Contra o Santo Guerreiro | 1969 |
| Cabezas cortadas                                | Cabezas cortadas                             | 1970 |
| El león de siete cabezas                        | O Leão de Sete Cabeças                       | 1970 |
| Câncer                                          | Câncer                                       | 1972 |
| La historia de Brasil                           | Historia do Brasil                           | 1974 |
| As Armas e o Povo                               | As Armas e o Povo                            | 1975 |
| Claro                                           | Claro                                        | 1975 |
| Di Cavalcanti (corto)                           | Di Cavalcanti (corto)                        | 1977 |
| Jorjamado no Cinema                             | Jorjamado no Cinema                          | 1977 |
| La edad de la Tierra                            | A idade da terra                             | 1980 |

## Sección oficial-Venecia 43

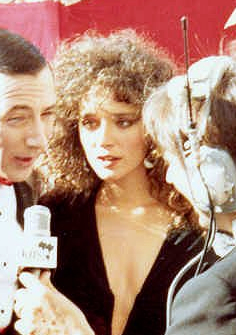
Valeria Golino, Coppa Volpi 1986

Las siguientes películas fueron premiadas en el festival:
- León de Oro a la mejor película: El rayo verde de Eric Rohmer
- Premio especial del jurado: 
  - La paloma salvaje de Sergei Solovyov
  - Storia d'amore de Francesco Maselli
- Mención especial: X de Oddvar Einarson
- Copa Volpi a la mejor interpretación: 
  - Mejor Actor - Carlo delle Piane per Regalo di Natale
  - Mejor actriz- Valeria Golino per Storia d'amore
- León de plata a la major ópera prima: La película del rey de Carlos Sorin
- León de Oro a la trayectoria: Vittorio y Paolo Taviani